# 茹𦨭县
茹𦨭县（越南语：／），又译“芽𦨭县”，是越南胡志明市下辖的一个县。面积100平方公里，2019年总人口206000人。

## 地理
茹𦨭县东接芹蒢县和同奈省仁泽县，西接平政县，南接隆安省芹湥县，北接第七郡。

## 历史
1976年5月20日，西贡-嘉定市革命人民委员会调整全市行政区划；茹𦨭县并未调整，仍辖富美社、富春社、福蹇社、新归社、新顺社、合福社、福禄社、仁德社、隆泰社9社。
1976年7月2日，越南正式统一，西贡-嘉定市更名为胡志明市。茹𦨭县随之划归胡志明市管辖。
1986年7月17日，富美社和富春社析置茹𦨭市镇，新顺社部分区域划归富美社管辖，新顺社分设为新顺东社和新顺西社，新归社部分区域划归福蹇社管辖，新归社分设为新归东社和新归西社。
1997年1月6日，以新归东社、新归西社、新顺东社、新顺西社、富美社5社和茹𦨭市镇部分区域析置第七郡。

## 行政区划
茹𦨭县下辖1市镇6社，县莅富春社。
- 茹𦨭市镇（Thị trấn Nhà Bè）
- 合福社（Xã Hiệp Phước）
- 隆泰社（Xã Long Thới）
- 仁德社（Xã Nhơn Đức）
- 富春社（Xã Phú Xuân）
- 福境社（Xã Phước Kiển）
- 福禄社（Xã Phước Lộc）